# Grens tussen Polen en Wit-Rusland

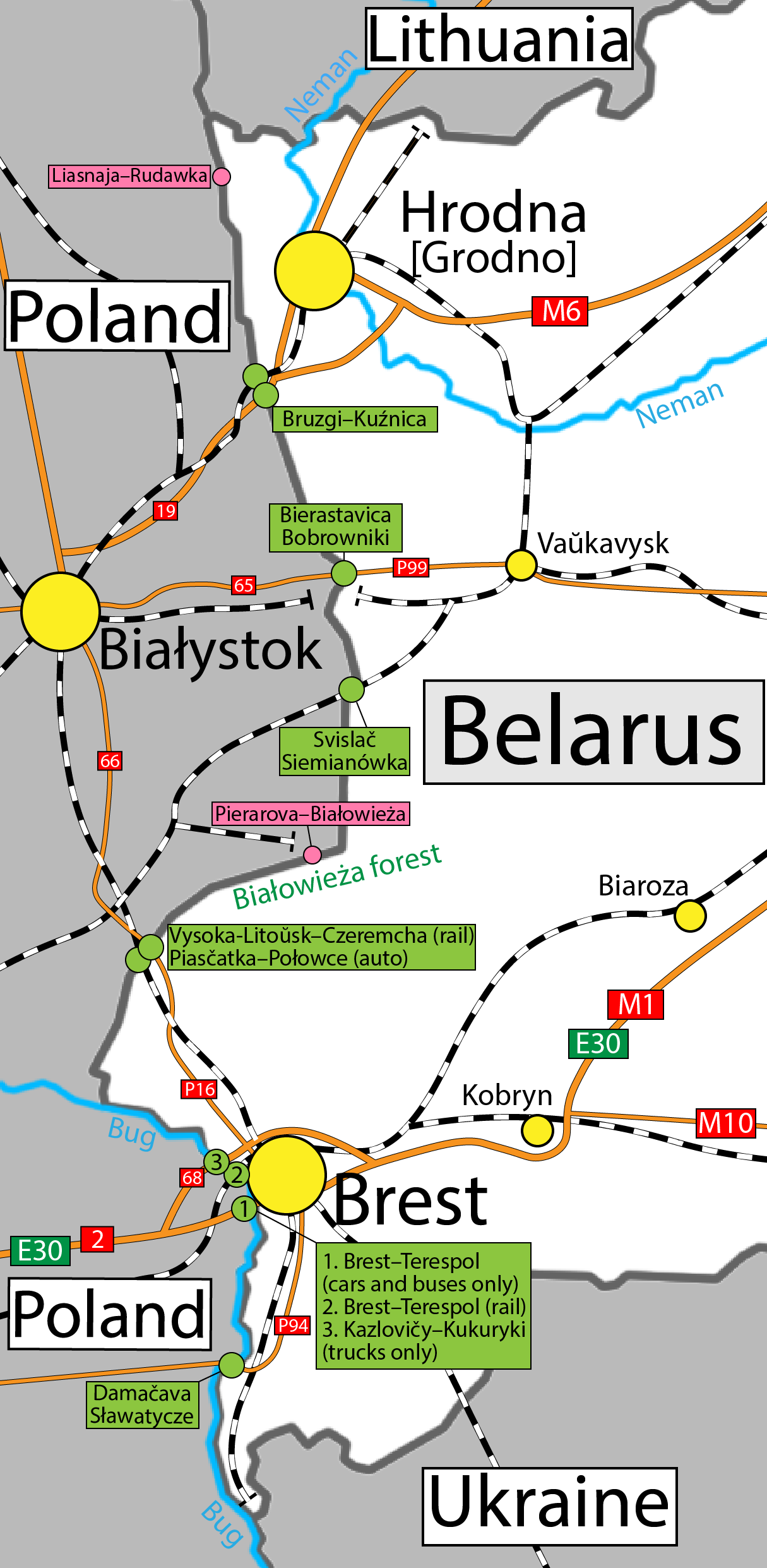
De grens tussen Polen en Wit-Rusland, met overgangen (rood: beperkte overgang).

De grens tussen Polen en Wit-Rusland is de staatsgrens tussen de Republiek Wit-Rusland en de Republiek Polen, en tevens een buitengrens van de Europese Unie. 

## Verloop
De grens, met een totale lengte van 418 km, begint bij het drielandenpunt Wit-Rusland-Polen-Litouwen in het noorden en strekt zich uit tot het drielandenpunt Wit-Rusland-Polen-Oekraïne in het zuiden. De grens loopt langs de administratieve grenzen van de provincies Podlachië en Lublin aan de Poolse kant en de provincies Grodno en Brest aan de Wit-Russische kant. Grensrivieren (van noord naar zuid) zijn Czarna Hańcza, Wolkuszanka, Swislocz, Narew en de Westelijke Boeg. 

## Geschiedenis
De grenzen van Polen zijn in de loop van de geschiedenis vaak en ingrijpend gewijzigd, zoals bij de Poolse Delingen in de 18e eeuw. Als gevolg daarvan bestond er geen soevereine Poolse staat gedurende meer dan 120 jaar, van 1796 tot het einde van de Eerste Wereldoorlog in 1918. 
Het huidige Wit-Rusland behoorde tot 1793 tot het voormalige Polen-Litouwen. In 1918 werd een Wit-Russische Nationale Republiek opgericht, die in 1919 als de Wit-Russische Socialistische Sovjetrepubliek deel ging uitmaken van de Sovjet-Unie. De oostgrens van de in 1918 nieuw opgerichte Tweede Poolse Republiek met de Sovjet-Unie werd vastgelegd bij de Vrede van Riga (1921), en liep ongeveer volgens de Curzonlijn.
Na de Sovjet-aanval op Polen in september 1939 werd het grondgebied van West-Wit-Rusland ingelijfd bij de Wit-Russische Socialistische Sovjetrepubliek. Vijf nieuwe provincies werden gecreëerd: Baranavichy, Belostok, Brest, Pinsk en Vialejka. Van 1945 tot 1950 werden bevolkingsgroepen wederzijds over de grens heen verplaatst, en werden nog enkele correcties uitgevoerd, vaak in het nadeel van Polen. Nadien is de grens niet meer gewijzigd . 

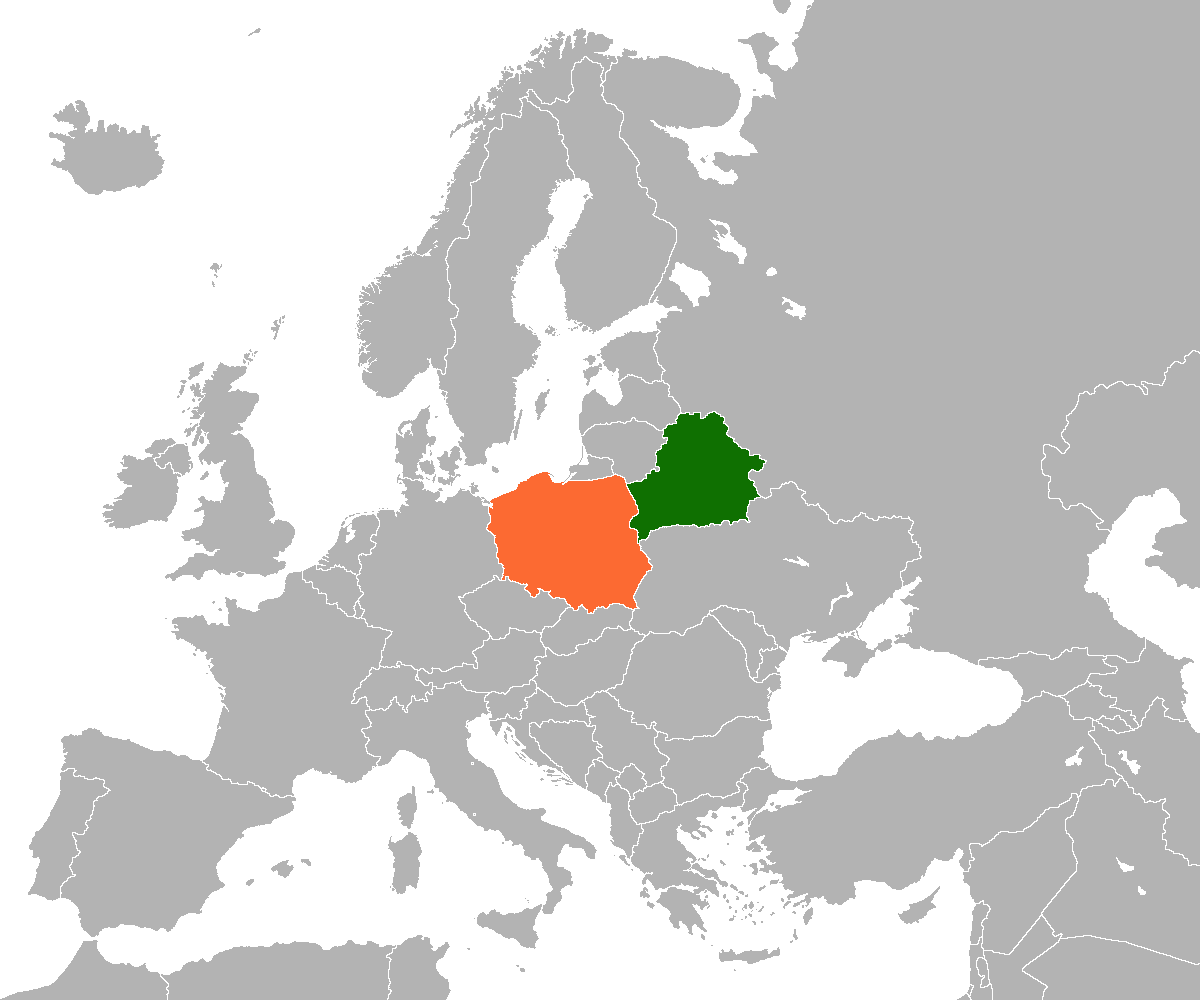
Polen (oranje) en Wit-Rusland (groen)
Poolse grens met Wit-Rusland (oranje)
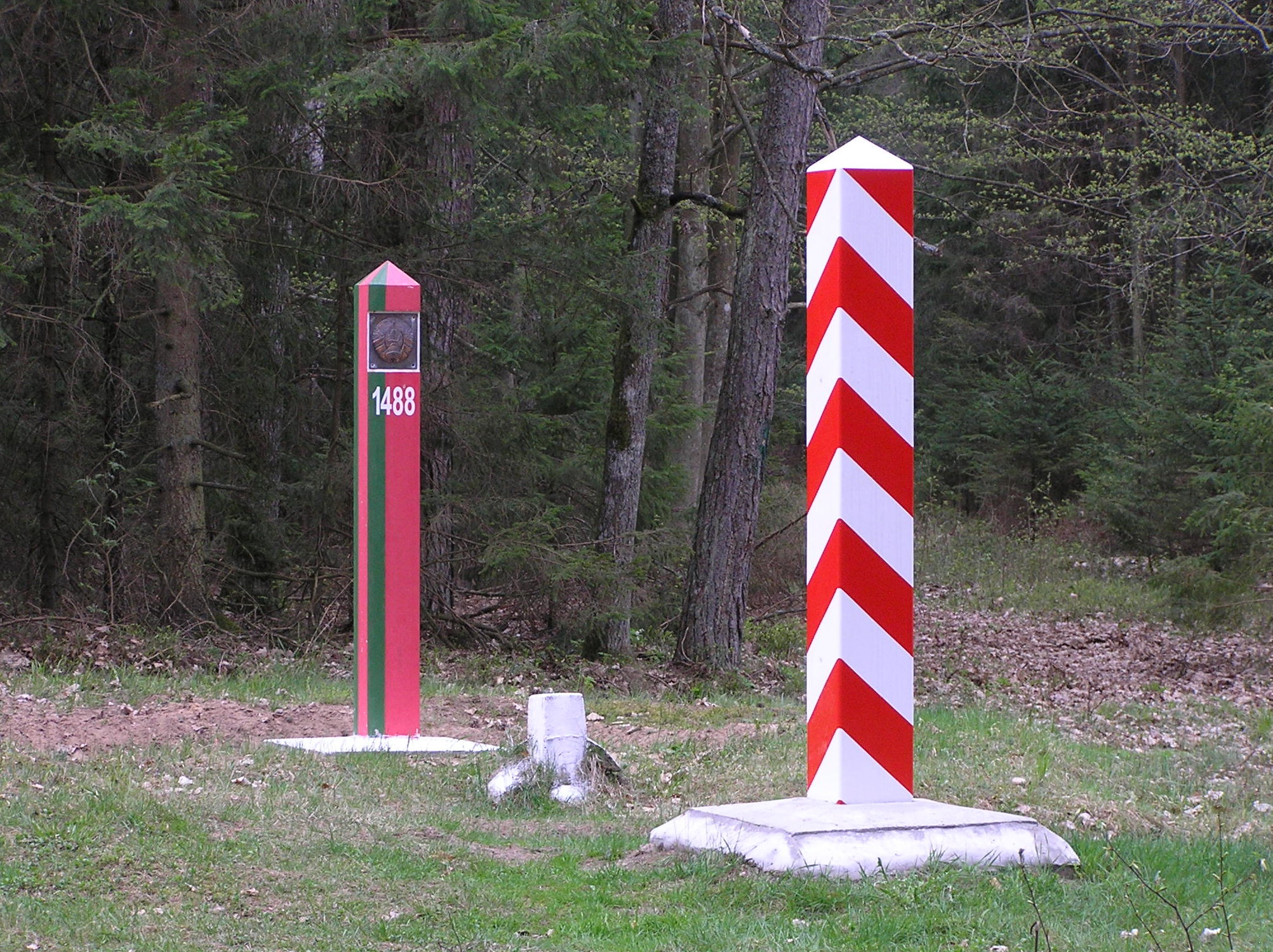
Grenspalen (Polen: rood/wit)
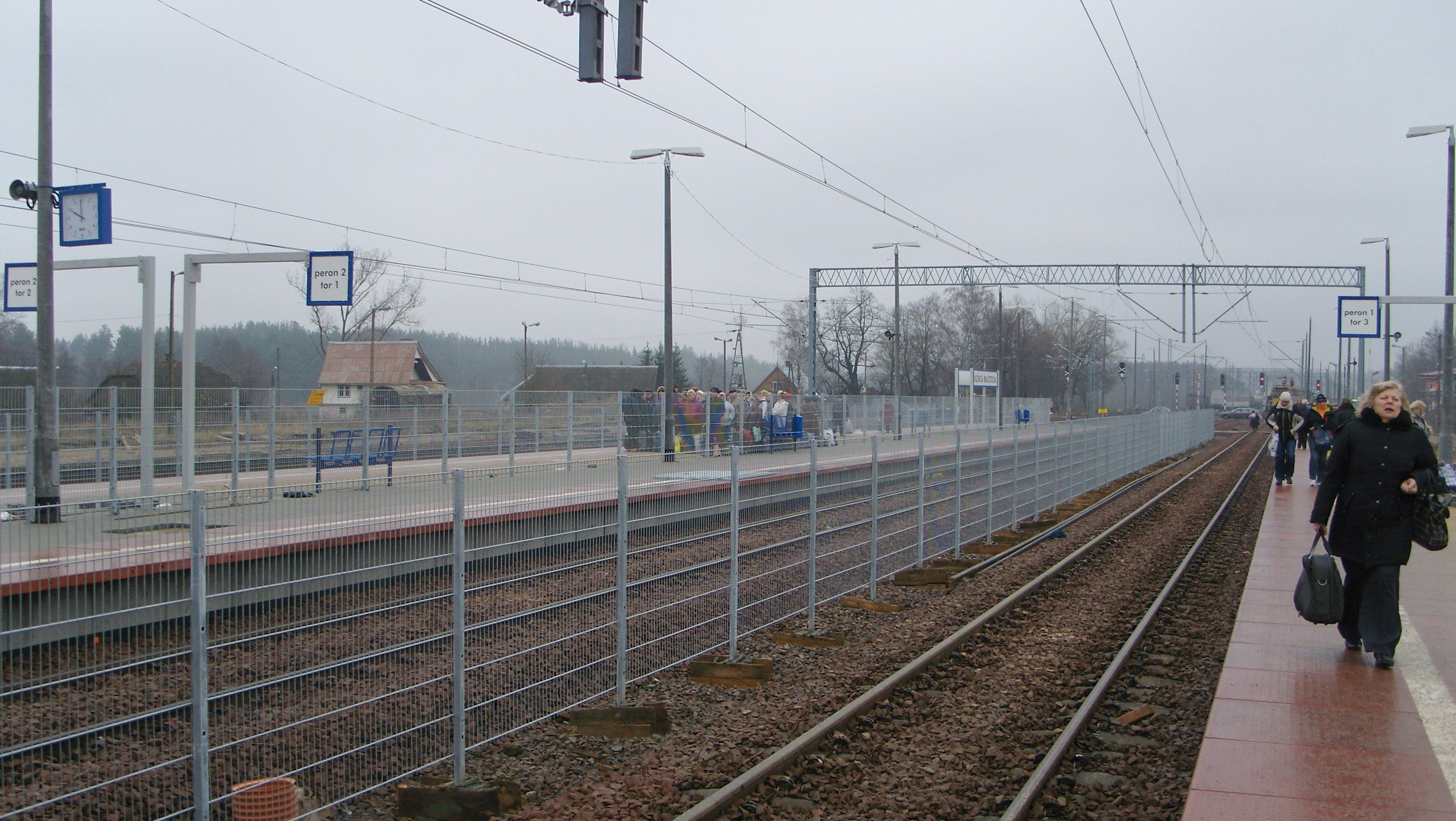
Kuźnica Białostocka spoorweg-grensstation

## Grensbarrière
Vanwege de migratiecrisis aan de grens tussen Wit-Rusland en de Europese Unie is Polen eind augustus 2021 begonnen met het plaatsen van een 2,50 meter hoog tijdelijk hek van NAVO-prikkeldraad aan de grens. In oktober 2021 keurden beide kamers van het Poolse parlement (Sejm en Senaat) het plan van de regering goed om de tijdelijke structuur te vervangen door een permanente barrière met een bewakingssysteem. In januari 2022 werd begonnen met de bouw van de grensbarrière, die zich, na de geplande voltooiing in juni 2022, over 186 kilometer langs de grens zou uitstrekken. De kosten werden geraamd op 353 miljoen euro. Waar geen grenshek kon gebouwd worden, met name langs meer dan de helft van de lengte van de grens die loopt door rivieren en meren, hebben vluchtelingen meermaals geprobeerd over te steken, waarbij sommigen zijn omgekomen.

## Grensovergangen
Er bestaan een zestal grensovergangen voor autoverkeer, één voor voetgangers en fietsen, en één spoorovergang bij Terespol.